# Slizounovití
Slizounovití (Blenniidae) jsou čeleď paprskoploutvých ryb, v tradičních systémech spadající do sběrného řádu ostnoploutví (Perciformes), v novějších systémech do řádu slizounů (Blenniiformes). Jde o velmi početnou čeleď, k červnu 2025 bylo popsáno celkem 59 rodů slizounovitých, a to v podčeledích Blenniinae a Salariinae.
Největší druhy dorůstají délky asi 54 cm, většina druhů však nepřesahuje délku 15 cm. Pro všechny slizouny je typické lysé tělo, tupě zakončená hlava a břišní ploutve posazené před ploutvemi prsními (dva zástupci rodu Plagiotremus břišní ploutve vůbec nemají). Hřbetní ploutev nese 3–17 ohebných ostnů a 9–119 měkkých paprsků, přičemž většina druhů má více měkkých paprsků než ostnů. Řitní ploutev nese 2 ostny, břišní ploutve jediný malý osten a 2–4 paprsky. Z vnitřní anatomie lze vyzdvihnout ztrátu či alespoň výraznou redukci plynového měchýře nebo hřebenovité zuby. Někteří slizouni mají i zuby podobné špičákům, například slizoun okatý (Blennius ocellaris).
Slizounovití žijí v teplých mořích po celém světě, někdy pronikají i do brakických a sladkých vod. Lze mezi nimi najít zástupce z mělkých pobřežních vod, ze skalnatých přílivových zón, korálových útesů, říčních ústí i mangrovových bažin. Některé druhy jsou „obojživelné“, například slizoun Kirkův (Alticus kirkii) si ve vodě jen pravidelně smáčí kůži. Rozmanité jsou i potravní návyky těchto ryb, jejich zuby se však dobře hodí zvláště k seškrabávání řas a drobných organismů. Některé druhy svým vzhledem mimikují ryby-čističe a ukusují ostatním rybám ploutve. Samci slizounovitých vykazují teritoriální chování, stejně jako rodičovskou péči o jikry nakladené přivábenými samicemi. Někdy o jikry pečují oba rodiče. Vajíčka zůstávají uchycená k substrátu, ovšem larvy se vyvíjejí v planktonu mělkých pobřežních vod, někdy dokonce i několik měsíců (tzn. stádium ophioblennius).